# Danity Kane
Danity Kane è una girl band femminile statunitense creata dalla Bad Boy Records tramite il format televisivo "Making the Band 3" di Sean Combs nel 2005. Originariamente il gruppo era formato da cinque ragazze: Shannon Bex, Aundrea Fimbres, Aubrey O'Day, Dawn Richard, e Wanita "D. Woods" Woodgett. Lo scioglimento del quintetto è stato ufficializzato nel gennaio 2009.
Il 25 agosto 2013 quattro dei cinque membri del gruppo (Aubrey O'Day, Shannon Bex, Dawn Richard e Aundrea Fimbres) annunciano la riunione della band e l'uscita del nuovo album. La band diviene un trio in seguito all'annuncio di Aundrea Fimbres della sua uscita dal gruppo, avvenuta nel maggio 2014, in quanto in attesa del suo primo figlio.
Il gruppo si scioglie nuovamente nell'agosto del 2014 a seguito di una forte lite tra Dawn Richard e Aubrey O'Day. L'annuncio viene dato ufficialmente da O'Day e Bex l'8 agosto.
Nell'estate 2018 Aubrey O'Day, Shannon Bex e Dawn Richard annunciano una nuova reunion delle Danity Kane e che il gruppo andrà in tournée per promuovere il loro nuovo album delle Dumblonde, il nuovo lavoro di Richard e nonché le canzoni delle Danity Kane. Nel 2020 O'Day e Richard pubblicano un nuovo singolo come duo.

## Storia

### 2004 - 2005: Making the Band 3
Nel 2004, il produttore Sean "Diddy" Combs lanciò Making the Band 3, in questo caso era alla ricerca di una band tutta al femminile. Con l'aiuto della coreografa Laurie Ann Gibson, del Vocal Trainer Doc Holiday e del talent manager Johnny Wright, partì per la ricerca in varie città americane, scegliendo 20 giovani cantanti su quasi 10.000 ragazze che si erano presentate. Quando rimasero sette ragazze, Combs non era affatto soddisfatto del livello delle ragazze rimaste nella competizione, tant'è che pensò di non formare la band. Tuttavia, diede una seconda possibilità, a tre delle concorrenti, tra cui c'erano le migliori amiche Aubrey O'Day e Aundrea Fimbres, il cui legame era stretto fin dall'inizio della stagione. Le tre concorrenti divennero le prime ad apparire nella seconda stagione dello show.
Successivamente, Combs chiese al suo team di selezionare altre ragazze da inserire all'interno dello show. Alla fine, 20 giovani donne vennero scelte e vennero trasferite in un loft a New York.
Dopo settimane di lezioni di ballo e canto, apparizioni promozionali, e una performance di fronte a 10.000 in un concerto dei Backstreet Boys al Nissan Pavilion di Bristow, le 11 concorrenti rimanenti, tra cui O'Day e Fimbres. Le finaliste vennero mandate a casa per tre mesi per riposarsi, e tornare per la fase finale, nel novembre 2005.
Nel finale della seconda stagione, il 15 novembre 2005, lo show venne visto da milioni di spettatori interessati ad assistere alla formazione della band. Le cinque ragazze scelte furono: Aubrey O'Day, Wanita "D. Woods" Woodgett, Shannon Bex, Dawn Angeliqué Richard e Aundrea Fimbres.

### 2006 - 2007:Danity Kane

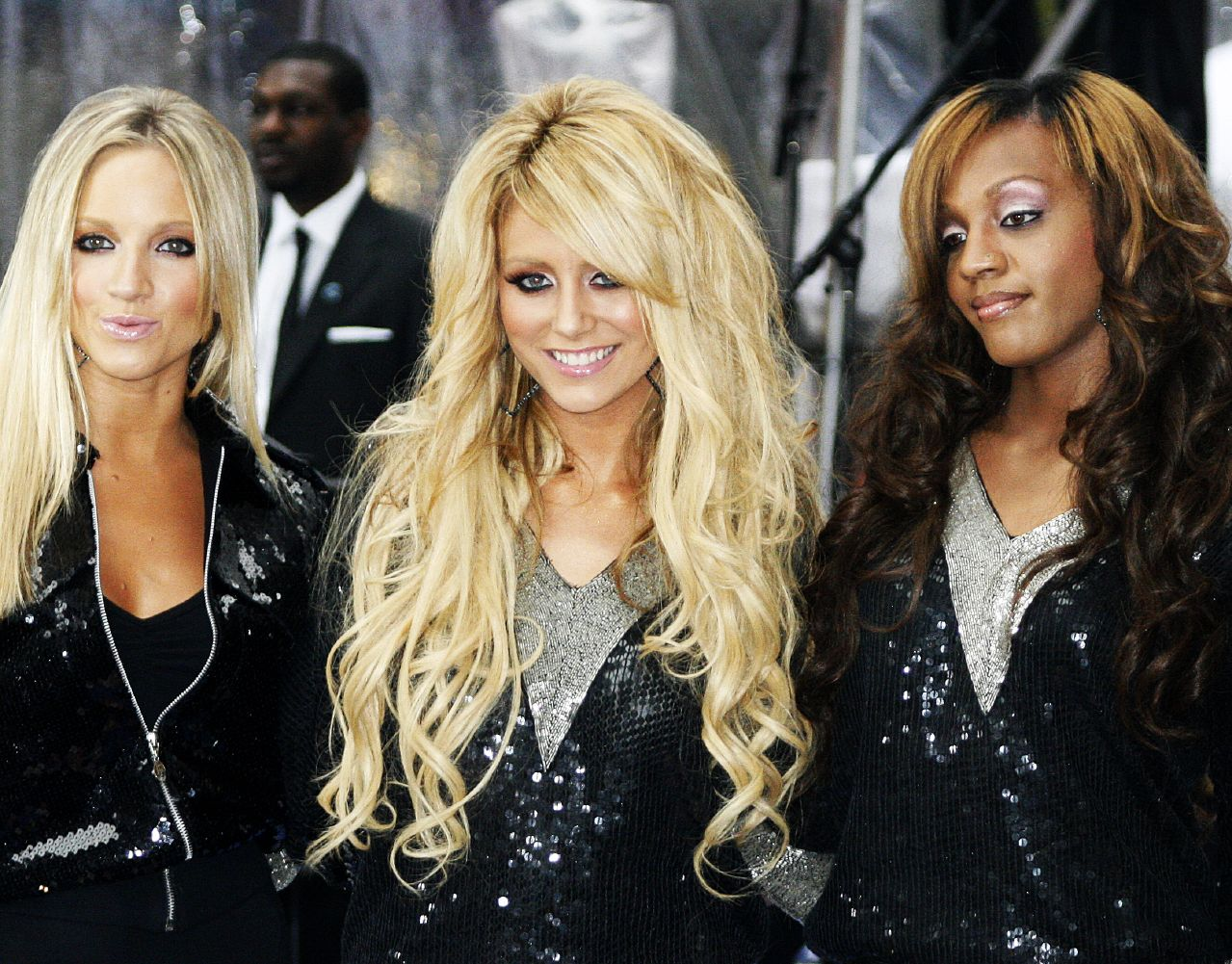
Shannon, Aubrey e Dawn delle Danity Kane

Dopo mesi di registrazione, l'album di esordio delle Danity Kane venne pubblicato, con recensioni contrastanti, il 22 agosto 2006 negli Stati Uniti d'America. Prodotto da Timbaland, Scott Storch, Rodney Jerkins, Mario Winans e Ryan Leslie, l'album ha venduto più di 90 000 copie nel primo giorno di uscita, e più di 234.000 nella prima settimana di uscita. E alla fine debuttò al numero uno della Billboard 200 degli Stati Uniti, battendo Christina Aguilera e gli OutKast.
L'album ha ricevuto la certificazione di platino dalla RIAA nel novembre 2006. Il primo singolo dell'album Show Stopper, prodotto da Jim Jonsin, era servito a Radio il 4 agosto del 2006, e, successivamente, ha debuttato al numero 17 della Billboard Hot 100. Al di fuori degli Stati Uniti, la canzone è diventata una top-30 di successo in Germania e Lituania. La selezione per il secondo singolo dell'album, Ride for You prodotto da Bryan Michael Cox, è stato influenzato da un sondaggio attraverso le e-mail, MySpace, e il sito web ufficiale del gruppo. Il video musicale per la canzone venne trasmesso in anteprima su MTV Total Request Live, il 5 dicembre 2006, stesso giorno in cui la band pubblicò una canzone natalizia intitolato Home for Christmas, scritto dal membro del gruppo Dawn Richard.
Tra il febbraio 2007 e il maggio 2007 le Danity Kane parteciparono, insieme con le Pussycat Dolls, come band di apertura al Back to Basics Tour di Christina Aguilera. Nel frattempo la band intensificò il lavoro sul loro secondo album, di cui era stata inizialmente prevista la pubblicazione alla fine del 2007, infine rinviata al 2008.

#### Voci di scioglimento

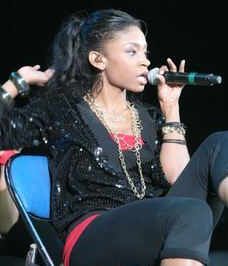
D. Woods durante un concerto delle Danity Kane

Sin dalla creazione delle Danity Kane nel 2005, ci sono state indiscrezioni di scioglimento. Questa speculazione esisteva probabilmente a causa della nascita del gruppo da un reality show, la loro gestione, l'etichetta discografica, e mentore (Sean Combs). Nell'estate del 2007, durante una pausa tra il primo e il secondo album, aumentarono le voci dello scioglimento del gruppo attraverso internet e agenzie di stampa. Le voci dello scioglimento sono state alimentate da citazioni estrapolate dal contesto si alcune interviste, in particolare quando a Aubrey O'Day durante un'intervista a TMZ circa il suo rapporto con il gruppo femminile delle Pussycat Dolls e il loro show televisivo Pussycat Dolls Present: The Search for the Next Doll e a causa di progetti individuali circa eventuali album di debutto dei membri del gruppo. Inoltre la collaborazione di D. Woods con il gruppo The Girl's Club era stata data come conferma della notizia dello scioglimento delle Danity Kane.
Durante questo periodo, i vari membri pubblicarono spesso risposte on-line circa le indiscrezioni sulla rottura. Ma fu solo il 25 luglio 2007 che le Danity Kane fecero una dichiarazione ufficiale tramite il loro Myspace circa la non veridicità del loro scioglimento e circa la loro lavorazione al secondo album.

### 2007 - 2008:Welcome to the Dollhouse
I vari membri delle Danity Kane oltre a collaborare agli album di vari cantanti durante tutto il 2007, parteciparono alla seconda stagione di Making the Band 4, trasmesso a partire dal 28 gennaio 2008 su MTV, dove la band insieme a Donnie Klang e ai Day26 registrarono i loro album.
Damaged, il primo singolo tratto dal loro secondo album, Welcome to the Dollhouse, è stato pubblicato il 29 gennaio 2008 il quale diventò il secondo singolo della band ad entrare nella top ten della Billboard Hot 100. Il video musicale del singolo è stato nominato agli MTV Video Music Awards come "Best Pop Video" e come "Best Dancing in a Video" ma furono battute rispettivamente da Piece of Me di Britney Spears and When I Grow Up delle the Pussycat Dolls. Welcome to the Dollhouse fu pubblicato il 18 marzo 2008 debuttando alla posizione numero 1 della Billboard 200, vendendo nella prima settimana 236,000 copie (2,000 copie in più del loro omonimo album di debutto). L'album ha ricevuto la certificazione d'oro dalla RIAA nell'aprile 2008. Nel settembre 2008 l'album aveva venduto 546,790 copie. Nel maggio dello stesso anno il gruppo, durante un'intervista a Kiwibox.com, dichiarò che il secondo singolo dell'album sarebbe stato Bad Girl, collaborazione con la rapper Missy Elliott.
Durante il finale della seconda stagione di Making the Band 4, fu annunciato che le Danity Kane sarebbero state la band principale del Making the Band 4 - The Tour. Un'anteprima della terza stagione di Making the Band 4 fu trasmessa su MTV il 19 agosto 2008, una settimana dopo durante un'intervista a Z100 al Beatstock Dance Festival, il gruppo dichiarò che stava scegliendo il terzo singolo da pubblicare dopo Bad Girl. Tutto ciò prima del licenziamento dal gruppo di Aubrey O'Day e D. Woods.

#### Licenziamento di Aubrey O'Day e D. Woods
Dopo il Making the Band 4 - The Tour e il lancio del singolo Damaged, ci furono nuove illazioni circa lo scioglimento della band. Dovuto questo anche dal fatto che il mentore del gruppo, Combs in varie puntate della serie di Making the Band aveva criticato fortemente Aubrey O'Day circa le sue performance come ballerina e circa il suo desiderio di crearsi un'immagine al di fuori del gruppo. Nell'episodio di Making the Band, andato in onda il 28 agosto 2008 Sean Combs le disse che non gli piaceva questa immagine troppo "sexy" che si era creata al di fuori del gruppo e inoltre dichiarò che era "la peggior ballerina" delle Danity Kane.Le disse inoltre che non era più la ragazza che aveva scelto per far parte della band e che non era più una delle migliori. Combs senza mezzi termini ha accusato la O'Day di cercare di espandere la sua fama a spese di tutto il gruppo, e che le piaceva mostrare il seno e avere capelli lunghi e gonfi, riferendosi a un incidente in cui aveva strofinato la scollatura sul braccio di un presentatore televisivo. Furioso, Combs le chiese perché doveva tenerla nel gruppo. Le indiscrezioni sullo scioglimento non si fermarono, ma il 7 settembre 2008 le Danity Kane apparvero tutte insieme agli MTV Video Music Awards.
Vi furono inoltre voci circa la firma di un contratto di Dawn Richard con la Bad Boy Records per la realizzazione di un album solista, circolarono, inoltre, altre dicerie riguardo a un viaggio della Richard da Baltimora a New York per una riunione privata con Combs riguardo alla sua carriera solista. La Richard fece una performance come solista nel settembre 2008. Alcuni portavoce dell'Atlantic Records dichiarano: "la Richard non è andata da nessuna parte per registrare il suo album da solista o per parlare di un'eventuale carriera solista. Le ragazze sono ancora molto vicine. Andranno insieme ai Video Music Awards.. stanno promuovendo il loro album Welcome to the Dollhouse e stanno lavorando al loro terzo album".
Durante l'episodio del 7 ottobre 2008 del reality show, Combs ammise che la Richard aveva registrato tre demo e che comunque pensava al bene della band ed è per questo che decise che la O'Day non faceva più parte del gruppo delle Danity Kane. Durante questa puntata la O'Day e la Richard informarono Combs che il gruppo non era più unito come prima, che quando eravano ad un evento erano tutte insieme, sorrideva ma poi una volta finito ognuna andava per la sua strada. Durante la puntata dello show, andata in onda il 14 ottobre 2008, fu confermato che la O'Day e D.Woods non facevano più parte del gruppo. Durante l'ultima puntata Combs dichiarò di aver mandato via D. Woods in quanto non era più felice come all'inizio e che in futuro avrebbe voluto lavorare con lei di nuovo. Invece per quanto riguarda la O'Day disse che la fama l'aveva cambiata e che non era più la persona di prima. La replica della O'Day fu: "Sarò odiata fino all'ultimo giorno della mia vita per essere una persona vera ed essere amata per essere qualcuno che non sono in realtà". D. Woods non apparve nell'ultima puntata.

### Lo sciogliemento
Nel 2008 prima del licenziamento di O'Day e di D.Woods, le Danity Kane stavano organizzando la registrazione del loro terzo album, la cui registrazione sarebbe dovuta iniziare nel gennaio del 2009. Nel frattempo il gruppo lanciò una linea di jeans, inoltre partecipò alla campagna pubblicitaria per la PETA. Infine avrebbero dovuto lanciare una linea di make up, vestiti e il lancio di un profumo. La Richard nel frattempo aveva creato un fumetto con il nome del gruppo, che sarebbe stato pubblicato nel 2009.

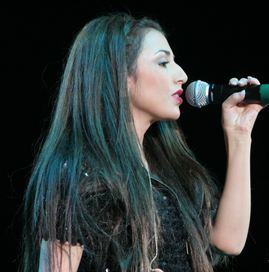
Aundrea Fimbres durante un concerto delle Danity Kane

Il 28 gennaio 2008 durante un'intervista a Mtv News la Richard dichiarò che il gruppo si era sciolto, inoltre dichiarò che Combs aveva invitato le ragazze rimaste a partecipare alla nuova edizione di Making the Band, ma soltanto due ragazze parteciparono allo show: Aundrea Fimbres e Dawn Richard, mentre Shannon Bex non partecipò. In un'intervista concessa poco dopo l'inizio dello show la Bex dichiarò apertamente che non era contenta di come erano andate le cose. La Richard dichiarò: "Non so perché Shannon abbia lasciato. Credo sia semplicemente felice. Ho sentito che le cose con suo marito vanno bene. Le voglio bene, ma non so il motivo".
Nel frattempo in alcune interviste la O'Day parlava dell'attuale situazione, dichiarando che sperava che in fan continuassero ad amare la band, e che "le Danity Kane erano un gruppo stupendo". Inoltre disse: "se mi chiedessero di tornare indietro.. di fare musica con le ragazze, non direi certo di no".
La nuova stagione di Making the Band mostrò le due ragazze rimaste che lottavano per cercare di continuare a lavorare insieme come gruppo e sperando nel ritorno della Bex. La serie terminò il 16 aprile 2009, quando nell'ultima puntata Combs disse alla Richard e alla Fimbres che aveva sciolto il contratto con D.Woods, la O'Day, con la Bex e che avrebbe sciolto anche il contratto con la Fimbres. Inoltre disse che la Richard avrebbe continuato a lavorate nella casa discografica e se si fosse parlato in futuro di un progetto di riunione, lo avrebbe appoggiato con tutte le forze.
La storia delle Danity Kane venne raccontata in uno speciale andato in onda sul MTV il 30 aprile 2009, intitolato The Rise and Fall of Danity Kane (L'ascesa e la caduta delle Danity Kane), mostrando di come il gruppo si fosse formato e della rottura dello stesso.

### 2013: La reunion, il nuovo tour e l'abbandono di Aundrea Fimbres
Nel maggio 2013 Shannon Bex, Aundrea Fimbres, Aubrey O'Day e Dawn Richard iniziarono a parlare di una possibile reunion, vennero pubblicate foto del gruppo in studio di registrazione. Il quinto membro della band "D. Wood" non ha preso parte alla reunion. Non vi è stata data nessuna spiegazione ulteriore alla non partecipazione dell'ex membro, la quale durante un'intervista ha dichiarato "è stato portato alla mia attenzione che gli ex membri delle Danity Kane faranno una reunion, ma non farò parte di questa iniziativa. Le auguro molto successo per i loro sforzi".
Durante il pre-show degli MTV Video Music Awards 2013, il 25 agosto 2013, i quattro membri rimanenti del gruppo hanno annunciato la riunione e che il nuovo singolo, chiamato Rage, uscirà presto. Inoltre hanno dichiarato che il singolo è stato prodotto da The Stereotypes, gli stessi prodotti del singolo Damaged.
Il 21 settembre la band ha fatto la sua prima esibizione dopo oltre cinque anni al iHeartRadio Music Festival's Village a Las Vegas, cantando una versione a cappella di Damaged. Inoltre hanno confermato che stanno lavorando insieme a James Fauntleroy, Dem Jointz, Rodney "Darkchild" Jerkins, Timbaland, Da Internz e The Stereotypes al loro nuovo album che sarà pubblicato tra la fine del 2013 e l'inizio del 2014.
Il 25 marzo 2014 le quattro ragazze annunciano tramite un video messaggio pubblicato tramite YouTube le date del loro nuovo tour americano, il #NOFilter Tour, successivamente la notizia venne data anche tramite il loro sito e il loro account Twitter.
Il 16 maggio 2014, durante la prima data del nuovo tour della band, tenutosi a San Francisco, Aundrea Fimbres ha annunciato di essere in attesa del suo primo figlio e che non avrebbe continuato a far parte del gruppo. La band continuerà il progetto diventando un trio.

### 2014: Il nuovo scioglimento e DK3

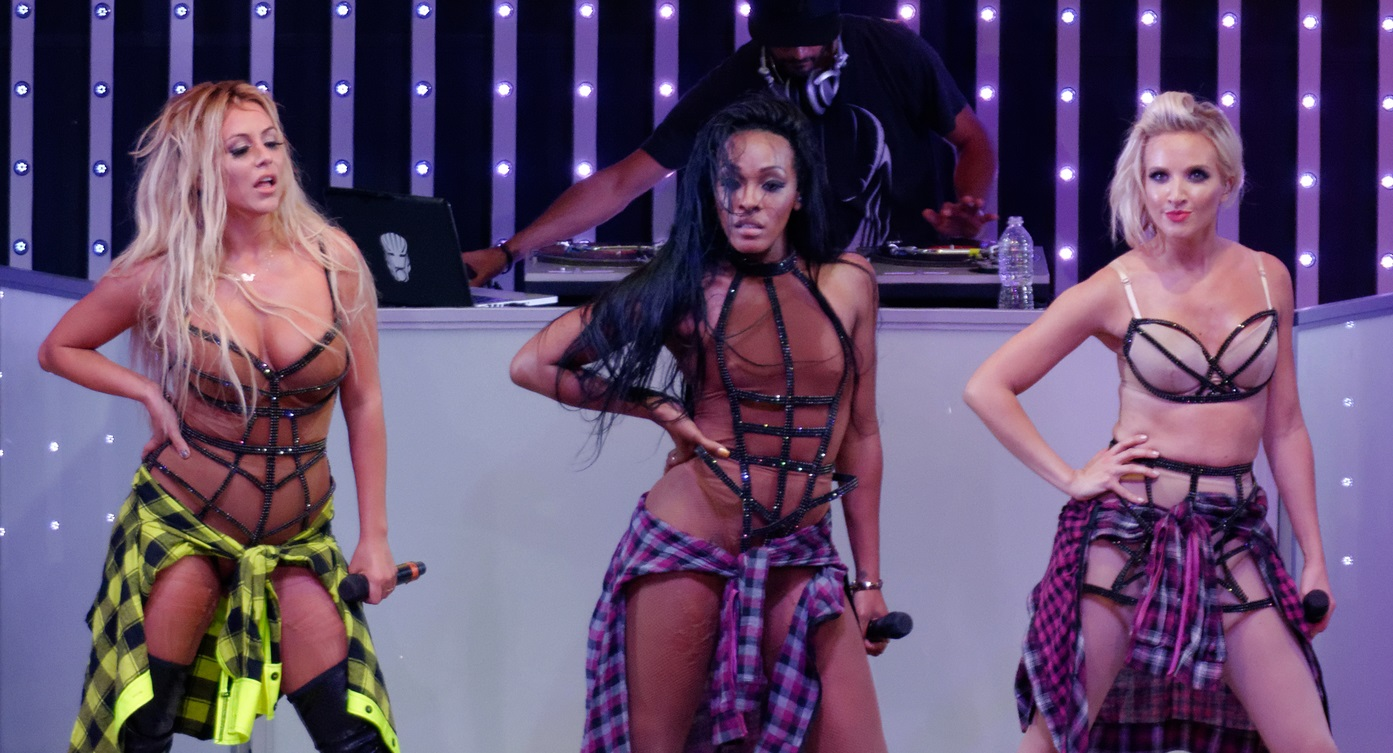
La formazione delle Danity Kane, come trio, durante un concerto nel 2014

Il 15 maggio 2014 viene pubblicato, tramite il sito SoundCloud, il primo singolo del terzo album del gruppo intitolato Lemonade. Il singolo è stato prodotto da The Stereotypes e vede la collaborazione col il rapper Tyga. Il 29 maggio viene invece pubblicato un "lyrics video" del singolo, tramite YouTube, dove tre bambine impersonano le tre ragazze.
Ancor prima di pubblicare il terzo album, il gruppo si scioglie nuovamente nell'agosto del 2014 a seguito di una forte lite tra Dawn Richard e Aubrey O'Day. L'annuncio viene dato ufficialmente da O'Day e Bex l'8 agosto 2014.
Il 24 settembre 2014 O'Day e Bex annunciano che il terzo album del gruppo, intitolato DK3, verrà comunque pubblicato, come ringraziamento per i loro fans. Lo stesso giorno viene pubblicato il secondo e ultimo singolo tratto dall'album:Rhythm of Love
Il terzo e ultimo album del gruppo viene pubblicato il 27 ottobre 2014.

### 2018-2019: La seconda reunion
Nell'estate 2018 Aubrey O'Day, Shannon Bex e Dawn Richard annunciano una nuova reunion delle Danity Kane e che il gruppo andrà in tournée per promuovere il loro nuovo album delle Dumblonde, il nuovo lavoro di Richard e nonché le canzoni delle Danity Kane. Il The Universe Is Undefeated Tour inizia il 28 settembre 2018 a Stamford e termina il 14 giugno 2019 a Fort Lauderdale.
Nel gennaio 2019 O'Day annuncia che il gruppo sta lavorando a nuovo materiale; quello stesso anno il trio pubblicata il singolo Neon Lights.

### 2020: Nuovo materiale come duo
All'inizio del 2020 il gruppo pubblica l'EP, dal titolo Strawberry Milk, contenente due singoli: Fly e Boy Down. L'EP pubblicato sotto il nome del gruppo è stato anche promosso come Aubrey X Dawn. I fans hanno notato la mancanza di Shannon Bex da questi ultimi progetti e durante una diretta su Instagram O'Day ha dichiarato che "Bex è focalizzata sulla costruzione della sua azienda Vooks", aggiungendo che "le Danity Kane sono molto più che cinque ragazze, possono essere una, due, cinque ragazze. Sono una voce per le donne e che al momento siamo in due e chissà cosa ci attende in futuro. Le cose possono cambiare, le cose si possono muovere in direzioni diverse. Tutti sono sempre ben accetti a tornare". Il 19 marzo 2020 O'Day e Richard pubblicano un nuovo singolo, dal titolo New Kings.

## Componenti del gruppo
- Dawn Richard (2005 - 2009) (2013 - 2014) (2018 - 2020)
- Aubrey O'Day (2005 - 2008) (2013 - 2014) (2018 - 2020)
- Shannon Bex (2005 - 2009) (2013 - 2014) (2018 - 2019)
- Aundrea Fimbres (2005 - 2009) (2013 - 2014)
- Wanita "D. Woods" Woodgette (2005 - 2008)

## Discografia
- 2006 - Danity Kane
- 2008 - Welcome to the Dollhouse
- 2014 - DK3
- 2020 - Strawberry Milk

## Tournée
Come band principale
- 2006 – Jingle Ball Tour
- 2008 – Making the Band 4 - The Tour
- 2014 - #NOFilter Tour
- 2018/2019: The Universe Is Undefeated Tour

Come band di apertura
- 2005 - The Never Gone Tour
- 2006 - Monkey Business Tour
- 2006 - 2007 - Back to Basics Tour

## Premi e riconoscimenti
| Anno | Premio                 | Categoria                                                                                                | Album/Singolo            | Risultato       |
| ---- | ---------------------- | --- | ------------------------ | --------------- |
| 2006 | Urban Music Award      | "Best Group - Female"                                                                                    | Danity Kane              | Vincitore/trice |
| 2007 | Poptastic Awards       | "Best Ringtone"                                                                                          | Show Stopper             | Candidato/a     |
| 2007 | Soul Train Music Award | "Best R&B/ Album Group, Band or Duo"                                                                     | Danity Kane              | Candidato/a     |
| 2008 | BET Award              | "Best Group"                                                                                             | Danity Kane              | Candidato/a     |
| 2008 | Teen Choice Award      | "Best R&B Track"                                                                                         | Damaged                  | Candidato/a     |
| 2008 | MTV Video Music Award  | "Best Pop Video"                                                                                         | Damaged                  | Candidato/a     |
| 2008 | MTV Video Music Award  | "Best Dancing in a Video"                                                                                | Damaged                  | Candidato/a     |
| 2008 | Starshine Magazine     | "Best Dance Song"                                                                                        | Damaged                  | Candidato/a     |
| 2008 | Starshine Magazine     | "Best R&B / Hip-Hop Song"                                                                                | Damaged                  | Candidato/a     |
| 2008 | Starshine Magazine     | "Favorite Group / Band"                                                                                  | Danity Kane              | Candidato/a     |
| 2008 | Online Hip Hop Awards  | "Breakout Girl Group Of The Year(R&B)"                                                                   | Danity Kane              | Vincitore/trice |
| 2008 | Online Hip Hop Awards  | "Album of the Year (R&B)"                                                                                | Welcome to the Dollhouse | Vincitore/trice |
| 2008 | Online Hip Hop Awards  | "Off the Hook Award (R&B)"                                                                               | Damaged                  | Vincitore/trice |
| 2009 | Guinness World Records | "Primo gruppo femminile nella storia della Billboard ad avere i primi due album al top della classifica" | Danity Kane              | Vincitore/trice |